# Arrows FA1
La Arrows FA1 fu la prima vettura di Formula 1 impiegata dalla scuderia inglese al suo esordio nel campionato  nel corso della stagione 1978. Fu disegnata da Tony Southgate e Dave Wass, in monoscocca d'alluminio. Era spinta dal tradizionale motore Ford Cosworth DFV, aveva il cambio Hewland FGA400 ed era gommata Goodyear. La vettura fu al centro di una battaglia legale tra la scuderia Arrows e la Shadow da dove provenivano la maggior parte dei suoi tecnici. Per la scuderia americana infatti la FA1 non è altro che la copia della Shadow DN9. Un tribunale darà ragione a Don Nichols e l'Arrows sarà costretta a non utilizzare più la vettura FA1.
Ottenne buoni risultati come il secondo posto di Riccardo Patrese nel Gran Premio di Svezia e due sesti posti, sempre col pilota padovano.

## Stagione
La stagione della Arrows AT01 iniziò al Gran Premio del Brasile, sul circuito di Jacarepaguá, il 29 gennaio 1978. Riccardo Patrese, al debutto con la nuova monoposto, riuscì a qualificarsi a metà schieramento, un risultato sorprendente per una vettura costruita in tempi così brevi. In gara mantenne un ritmo regolare, ma un guasto meccanico lo costrinse al ritiro poco oltre metà distanza. La seconda gara arrivò il 4 marzo a Kyalami, in Sudafrica, dove Patrese riuscì a concludere in zona punti grazie a una corsa consistente e priva di errori, confermando il potenziale della AT01. Dopo due mesi, il team si presentò al circuito di Zolder per il Gran Premio del Belgio del 21 maggio: la qualifica fu incoraggiante, ma un nuovo problema tecnico in gara costrinse al ritiro. Due settimane dopo, al circuito di Jarama, per il Gran Premio di Spagna del 4 giugno, la vettura faticò a trovare il passo giusto, terminando fuori dalla zona punti, seppur senza guasti. Il momento più memorabile arrivò il 17 giugno al circuito di Anderstorp, in Svezia:                   
Il giovane pilota Riccardo Patrese condusse una gara perfetta, approfittando dei ritiri e delle difficoltà dei rivali, e conquistò un eccezionale secondo posto, il primo podio nella storia di Arrows, a soli pochi mesi dalla fondazione del team.

## La controversia con la Shadow
Subito dopo il trionfale secondo posto di Anderstorp, la storia della AT01 ebbe un brusco arresto. La Shadow, ex squadra di Tony Southgate e Jackie Oliver, intentò e vinse una causa legale sostenendo che la monoposto Arrows fosse sostanzialmente una copia della loro Shadow DN9, progettata proprio da Southgate prima di lasciare il team. L’Alta Corte britannica, dopo aver esaminato disegni e soluzioni tecniche, ordinò il ritiro immediato della AT01 dalle competizioni. Per una scuderia nata da pochi mesi, la sentenza poteva significare la fine della stagione, ma la reazione fu rapida e decisa: in soli cinquantadue giorni, Arrows progettò e costruì una nuova vettura, la A1B, abbastanza modificata da superare i vincoli legali. Il debutto della nuova monoposto avvenne già al Gran Premio d'Austria, permettendo al team di proseguire il campionato e salvare il proprio primo anno in Formula 1.